# Alzenau

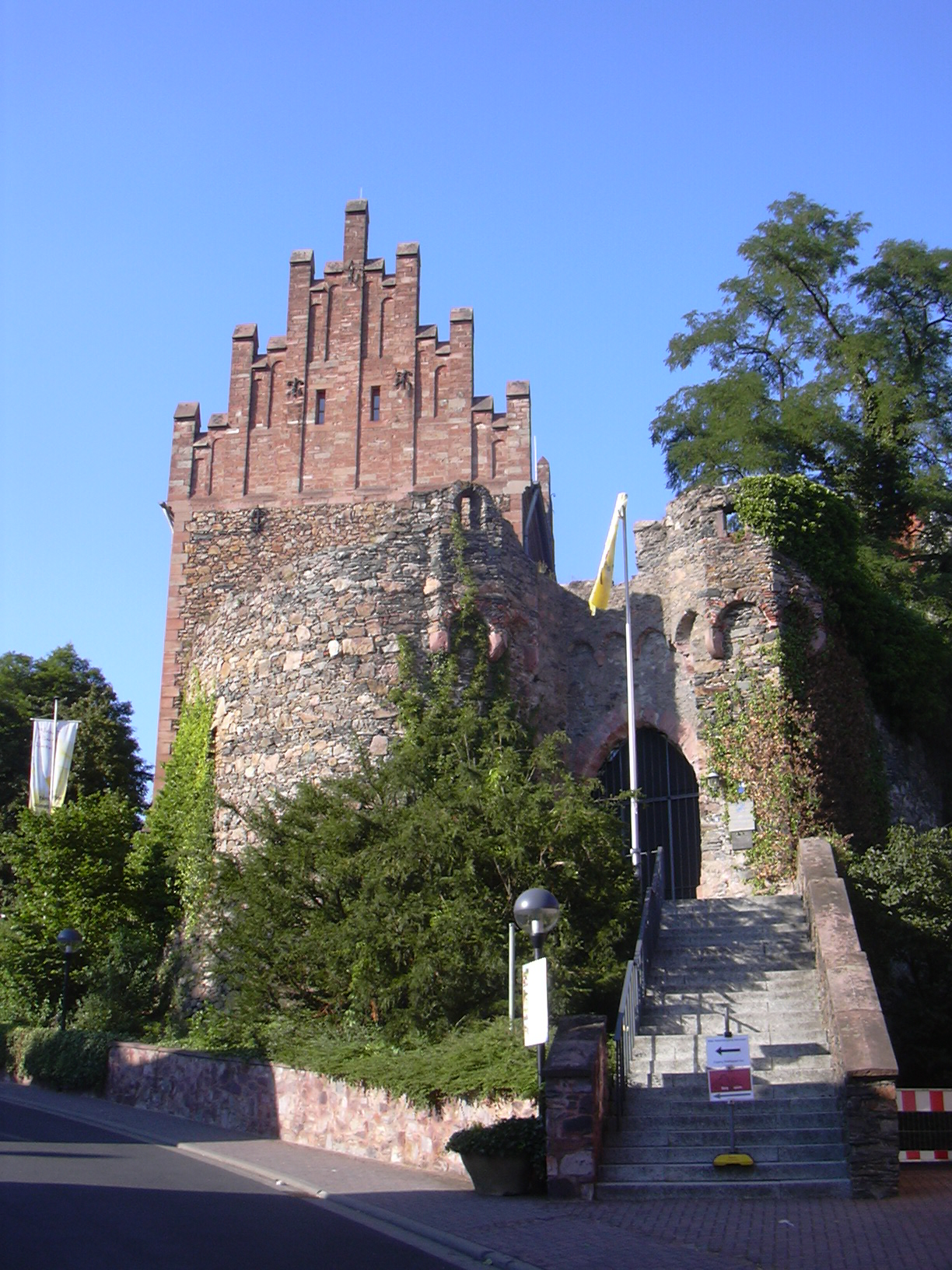
Cetatea

Alzenau (până în 2006 s-a numit Alzenau in Unterfranken) este o localitate urbană de tip târg, un oraș aflat în districtul Aschaffenburg, Franconia Inferioară, landul Bavaria, Germania.